# Tinamus major

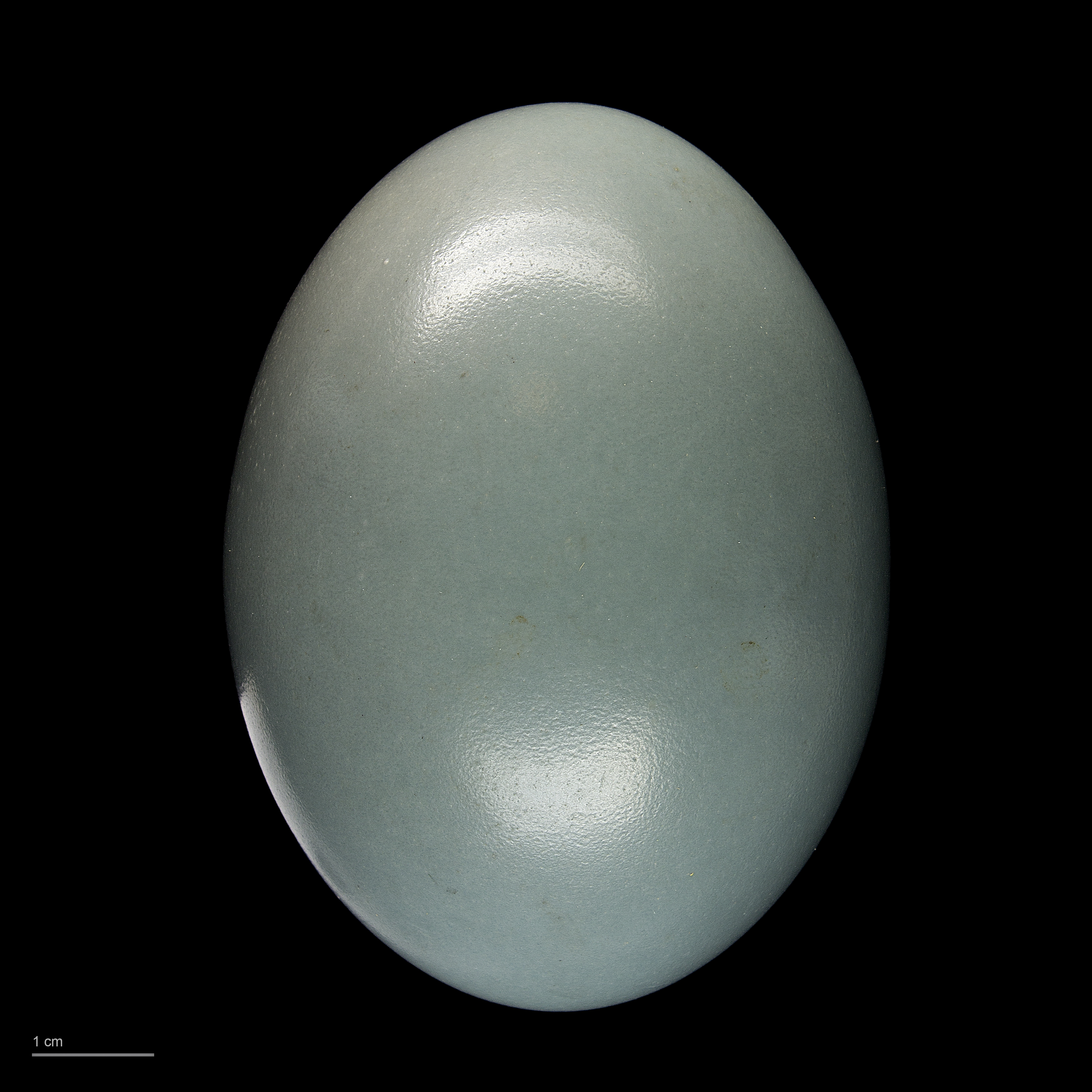
Tinamus major

Tinamus major là một loài chim trong họ Tinamidae.

## Phân loại
Tất cả các loài tinamous đều thuộc họ Tinamidae, và có quan hệ gần với các loài còn sinh tồn thuộc nhóm đà điểu. Không giống như đà điểu, tinamous có thể bay, mặc dù xét về tổng quan thì chúng không là các loài bay giỏi. Tất cả các loài đà điểu tiến hóa từ các loài chim biết bay thời tiền sử.
Loài này có 12 phân loài, gồm:
- T. m. percautus phân bố ở đông nam México (Bán đảo Yucata), Belize, và tổng Petén ở Guatemala.[6]
- T. m. robustus phân bố ở những vùng đất thấp của đông nam México, Guatemala, và bắc Nicaragua.[6]
- T. m. fuscipennis phân bố ở Nicaragua, Costa Rica, và tây Panama.[6]
- T. m. castaneiceps phân bố ở tây nam Costa Rica và Panama.[6]
- T. m. brunniventris phân bố ở trung nam Panama.[6]
- T. m. saturatus phân bố ở sườn phía đông Thái Bình Dương của Panama và tây nam Colombia.[6]
- T. m. latifrons phân bố ở tây nam Colombia và tây Ecuador.[6]
- T. m. zuliensis phân bố ở đông bắc Colombia và tây nam Venezuela.[6]
- T. m. major phân bố ở đông Venezuela, Guyana, Suriname, Guiana thuộc Pháp và đông nam Brasil.[6]
- T. m. olivascens phân bố ở Brazilian Amazon.[6]
- T. m. peruvianus phân bố ở đông nam Colombia, đông Ecuador, đông Bolivia, tây Brasil, và đông Peru.[6]
- T. m. serratus phân bố ở tận cùng phía nam của Venezuela và tây ban Brasil[6]

Johann Friedrich Gmelin đã xác định loài Tinamus major từ một tiêu bản được thu thập ở Cayenne, Guyana thuộc Pháp năm 1789.